# Ockupationen av Österrike efter andra världskriget

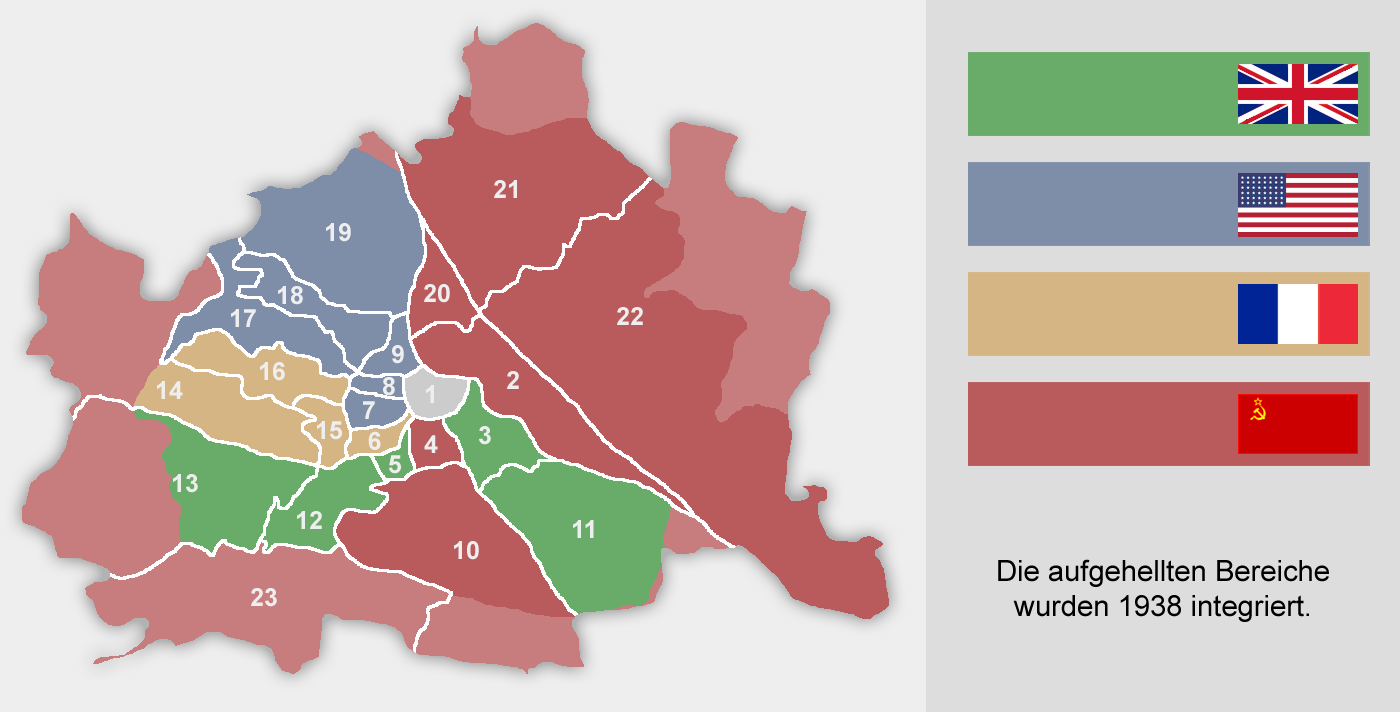
Liksom Berlin var Wien i sin tur uppdelad i fyra ockupationszoner samt ett centrumdistrikt som stod under de fyras samfällda administration.

Ockupationen av Österrike varade efter andra världskriget fram till 1955.

## Ockupationszonerna
Under andra världskriget hade Österrike varit en del av Nazityskland efter Anschluss 1938. Lösningen efter kriget bestod i ett upprättande av fyra olika ockupationszoner. Nordöstra Österrike bildade en sovjetisk zon och de övriga delarna hamnade hos västmakterna (USA, Storbritannien och Frankrike). Närmare bestämt hamnade Niederösterreich, Burgenland och Oberösterreich norr om Donau i Sovjetunionens händer, Salzburg och Oberösterreich söder om Donau blev amerikanernas domäner. Frankrikes del blev Tyrolen och Vorarlberg och britterna fick Steiermark och Kärnten.
Under 1946 hade USA 14 000 soldater i Österrike.

### Sektorerna i Wien
I april 1945 ockuperade Röda armén Wien efter att ha erövrat staden. I enlighet med Potsdamöverenskommelsen tog de västallierade över kontrollen av sina sektorer 1 september 1945. Staden delades in enligt gränserna från 1937. Alla fyra segrarmakterna hade hand om Wiens centrum, det första distriktet (1. Bezirk) enligt ett växlande schema. Var och en av segrarmakterna hade högkvarter i staden: USA i Oesterreichische Nationalbank, Storbritannien i Schönbrunn, Frankrike i Hotel Kummer och Sovjetunionen i Palais Epstein. Personer kunde röra sig fritt mellan sektorerna.

## Situationen i ockupationszonerna

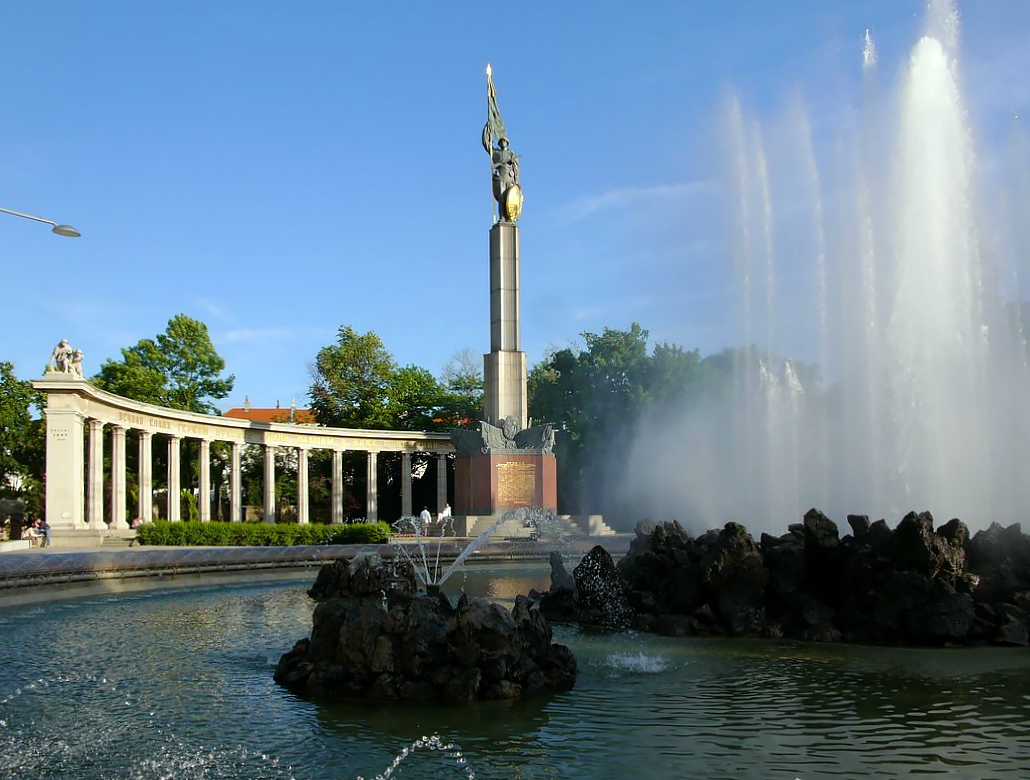
Heldendenkmal der Roten Armee i Wien byggdes under ockupationen.

Det fanns ingen gemensam hållning bland de allierade hur de skulle förhålla sig till Österrike, utan alla segrarmakter drev sin egen politik. De brittiska och amerikanska trupperna var exempelvis förbjudna att umgås med befolkningen, i motsats till ryssarna och fransmännen. Å andra sidan kunde brittiska och amerikanska trupperna både försörja sig själva och ge ett bidrag till landets försörjning, medan ryssarna och fransmännen inte hade möjlighet att försörja sig själva. Största problemet med ockupationszonerna var dock att demarkationslinjerna förhindrade ett fritt varuutbyte mellan zonerna. 
Det fick bland annat till följd att i Reichenhall och övriga saltgruvor i Salzburg så fanns i stort sett obegränsat med salt, medan stor brist rådde i Wien och Burgenland. I Kärnten fanns gott om tändstickor, medan de var värda en förmögenhet i Niederösterreich och Burgenland. I Salzburg fanns smör och korv nästan som i fredstid, medan situationen i Wien var den omvända. Där var mycket stor brist på smör och kött. Niederösterreich, som drabbades hårdast under kriget, var också den del av landet där konsekvenserna av zonindelningen märktes tydligast. När tyskarna flydde från dessa trakter tog de med sig allt de kunde, fordon, ägodelar, boskap med mera, mot Salzburg. Vilket ledde till en kraftig obalans, inte minst när det gäller boskap, och därmed livsförutsättningar.

## Österrikes återupprättande
Under tiden Österrike var delat och de allierade inte fastslagit framtiden fanns flera idéer. En brittisk idé var att skapa en Donau-republik genom att slå samman Bayern och Österrike. Det blev inget av denna idé utan i fallet Österrike kunde de allierade komma överens och bilda en stat till skillnad från vad som blev fallet med Tyskland. Genom förhandlingar kom parterna fram till upprättande av en självständig och neutral österrikisk stat, vilket utmynnade i Det österrikiska statsfördraget 1955. Avgörande blev förhandlingarna med Sovjetunionen i Moskva och den nya utrikespolitik som följde efter Josef Stalins död under Nikita Chrusjtjov.

## Ockupationstiden i populärkulturen
- Filmen Den tredje mannen, liksom romanen med samma namn, som filmens manusförfattare Graham Greene skrev senare, utspelas i Wien under ockupationstiden.